# Condado de Henry (Geórgia)
O Condado de Henry (em inglês:  Henry County) é um dos 159 condados do estado americano da Geórgia. A sede do condado é McDonough, e sua maior cidade é Stockbridge. Foi fundado em 15 de maio de 1821. O condado faz parte da área metropolitana de Atlanta.
O condado possui uma área de 846 km², dos quais 11 km² estão cobertos por água, uma população de 203 922 habitantes, e uma densidade populacional de 244,4 hab/km² (segundo o censo nacional de 2010). É o décimo condado que, em 10 anos, teve o maior crescimento populacional dos Estados Unidos, com um aumento de 70,9%.